# Brudzew (Łódź)
Pour les articles homonymes, voir Brudzew.
Brudzew est une localité polonaise de la gmina de Błaszki, située dans le powiat de Sieradz en voïvodie de Łódź.